# Tanybelus
Tanybelus  (лат.) — род аранеоморфных пауков из подсемейства Amycinae в семействе пауков-скакунов (Salticidae), включающий всего один вид Tanybelus aeneiceps Simon, 1902.

## Распространение
Вид является эндемиком Венесуэлы.